# Stanisław Wierzbicki
Stanisław Wierzbicki (ur. 13 maja 1959 w Drobinie, zm. 10 grudnia 2018) – polski wioślarz, olimpijczyk z Moskwy 1980. Zawodnik PTW „Budowlani” Płock.
Uczestnik mistrzostw świata w Bledzie (1979), gdzie wystartował w dwójce podwójnej (partnerem był Zbigniew Andruszkiewicz), zajmując 10. miejsce, oraz w Monachium (1981), gdzie wystartował w czwórce podwójnej (partnerami byli: Zbigniew Andruszkiewicz, Ryszard Burak, Mirosław Kowalewski) zajmując 9. miejsce.
Na igrzyskach w Moskwie wystartował w czwórce podwójnej (partnerami byli: Ryszard Burak, Zbigniew Andruszkiewicz, Andrzej Skowroński). Polska osada zajęła 7. miejsce.